# Green Arrows
I Green Arrows sono un band hardcore formatasi nel 1999 a Bolzano. 

## Storia
Il gruppo si forma nel 1999 a Bolzano da alcuni ragazzi che seguono la scena punk/hardcore della città.
Il gruppo nell'inverno del 2000/2001 vince la registrazione di un demo tramite un concorso che gli fa firmare un contratto con l'etichetta italiana Vacation House Records (di Rudy Medea).
Nel 2002 esce il loro primo album The Sky: lavoro comprendente una raccolta dei pezzi stesi nei primi anni di attività della band, dove si cercava di creare un proprio stile unendo vari stili musicali che ruotano attorno all'hardcore, ma senza prendere una direttrice ben precisa.
La sperimentazione non sembra aver convinto il gruppo, che, dopo forti e numerosi cambiamenti nella formazione, rimangono con una line-up di tipo power-trio e tornano nel 2008 a scrivere ed incidere un album, The Earth, con cui cercano di fissare il loro stile restringendo lo spazio delle sonorità tra l'hardcore east coast ad il crossover.
Nel 2010 cambiano casa discografica passando dalla Vacation House Records all'etichetta Black Shirts Records e nel 2011 pubblicano il loro terzo album Rising from a Burning Desease: questo nuovo lavoro segna un cambiamento di stile che porta la band bolzanina a modificare la stesura della canzoni per renderle più concrete ed efficaci, circoscrivendo il loro suono e tralasciando eccessive contaminazioni di altri generi esterni alle sfumature dell'Hardcore.
L'inizio del 2012 è contraddistinto da un ampliamento della formazione con l'inserimento di un secondo chitarrista e dall'uscita di Face the Truth, il loro quarto lavoro in studio: questo album conferma la linea presa dall'album precedente confermando la direttrice musicale e diventando, sia per questioni cronologiche che stilistiche, la naturale continuazione di Rising from a Burning Desease.
Da questo album, con la collaborazione dello Studio Zem, girano e pubblicano i video ufficiali di Paper Bullets e Watch at My Face.
A metà del 2013 pubblicano il loro quinto lavoro One Life to Fight che vede un aumento della sonorità delle chitarre: la band si allontana da uno stile puramente old-school dove ambedue le chitarre seguono una stesura prettamente ritmica, "staccandone" una per darle delle lead con armonizzazioni più new-school/post-hardcore. Con questo nuovo LP vi è un ulteriore ampliamento della line-up, con Pav che lascia il basso al nuovo arrivo Rocca e si concentra sul ruolo di frontman e cantante.
Durante le date di promozione dell'album la line-up della band subisce un cambiamento con lo spostamento di Divi dalla chitarra al basso e con l'ingresso di Migue alla chitarra lead. Terminata la promozione di One Life to Fight la nuova formazione si dedica alla scrittura di un nuovo lavoro, Our Reality, che esce ad inizio 2016 e che prosegue ed amplifica l'idea delle armonizzazioni post-hardcore, unendole allo stile beatdown hardcore già presente nei lavori precedenti.
Nel 2017 tornano a pubblicare un inedito, inserendo "Stick to My Beliefs" nella compilation Punikoff vol.1. Nei primi mesi dell'anno successivo, in collaborazione con "L'Ombra del Suono" e il videomaker Luca Massagrande, girano e pubblicano il video della canzone.
Nel 2018 annunciano il cambio di etichetta passando dalla Black Shirts Records alla germanica PC Records e contestualmente annunciano l'uscita in settembre di Live.Love.Burn.Die, la loro settima pubblicazione da studio. A differenza di quelle precedenti il sound è un sincretismo tra la decisione degli album della prima metà degli anni '10 e l'armonicità degli ultimi due album, riuscendo quindi a raccogliere tutta l'esperienza sonora della band. I disco è il primo concept album della formazione bolzanina, diviso in tre capitoli, ognuno dedicato ad un aspetto della vita ("My Path", "My Roots", "My War").
A poche settimane dall'uscita di Live.Love.Burn.Die, la band annuncia l'uscita delle ristampe dei loro ultimi 4 lavori tramite Rebel Records. Le ristampe, rispetto alle uscite originali, contengono delle modifiche, o nel formato (digipack per Our Reality e One Life to Fight), o negli artworks (Face the Truth e Rising From a Burning Desease), o nei contenuti (3 bonus track in Rising from a Burning Desesase, ovvero 3 pezzi contenuti in The Earth, ma registrati 4 anni prima con una formazione inedita).
Nel 2019 annunciano l'uscita in vinile di Rising from a Burning Desease sotto Black Shirts Records. Per festeggiare congiuntamente il decennale dalla fondazione dell'etichetta e il ventennale della band, è stato lanciato sul mercato in LP il lavoro che sancì l'inizio della collaborazione tra la label ed i ragazzi di Bolzano.
Sempre nei primi mesi dello stesso anno, pubblicano il video ufficiale di "Keep the Flame Alive" (traccia di Live.Love.Burn.Die) composto esclusivamente da immagini di trasferte e rielaborato dallo studio U-Boot37.
A metà 2020 annunciano il passaggio all'etichetta One People One Struggle Records e poche settimane dopo comunicano l'avvicendamento alla chitarra tra Ciachi e Marmo. A causa della pandemia di COVID-19, annullano tutte le date in programma e si dedicano alla scrittura di un nuovo album. A cavallo tra fine 2021 ed inizio 2022 vanno in studio per la registrazione e dai social annunciano l'uscita dell'ottavo LP Holy Oath per l'autunno dello stesso anno.
Nel 2024 pubblicano, solamente in digitale, delle versioni riscritte e riregistrate di alcuni dei loro pezzi storici come Dark Noises, canzone presente in The Sky, primo album della band, Related Reactions, Unnecessary Heroes e One Life, One Chance.

## Influenze

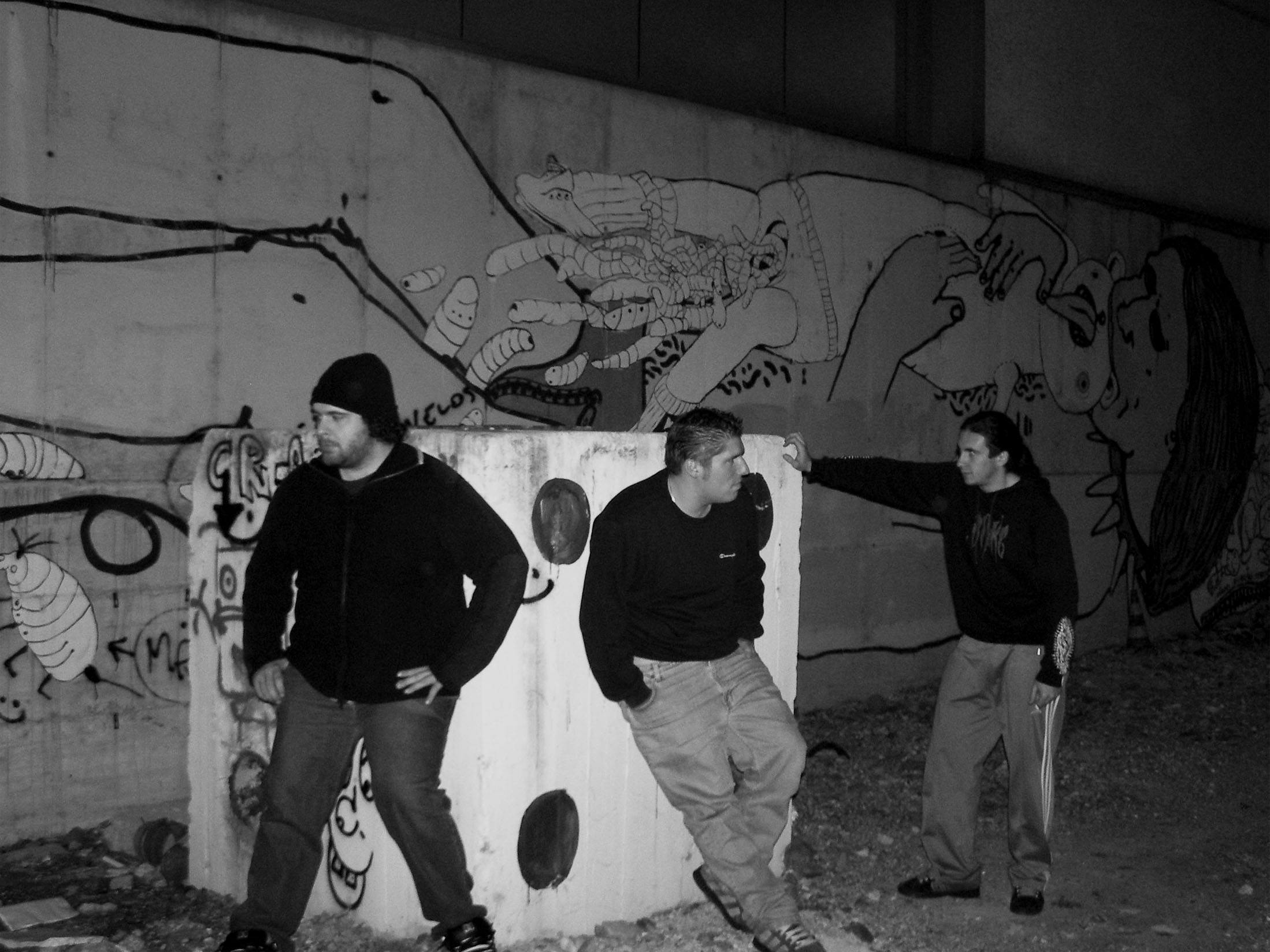
Green Arrows nel 2007

L'influenza principale deriva dalle altre band della scena hardcore di Bolzano dei tardi anni novanta: No Choice, Last Man Standing e Bound, seppure inizialmente si stacchino parecchio da essa per seguire varie sperimentazioni di contaminazioni sonore.
A tal proposito, nel primo album The Sky, la band si propone con una formazione desueta per il genere, dove ai classici chitarrisit, bassista e batterista vi è anche un d.j./sampler.
L'idea era quella di unire sonorità date da campionature e scretchs come già proposto da band sia crossover (Limp Bizkit, Deftones) sia industrial (Slipknot, Mushroomhead).
I brani di questo primo album cercano di avere come linea di partenza un HxC stile Agnostic Front e Biohazard contaminandolo con sonorità skatepunk, darkwave e crossover arrivando addirittura allo ska.
Dal secondo album The Earth, restringono il raggio d'azione delle loro contaminazioni limitandosi a mischiare l'hardcore punk a riff metal e ritmi cadenzati, sulla scia delle band della scena hardcore dell'East Coast americana.
Da Rising from a Burning Desease si può notare una scomparsa quasi totale delle contaminazioni extra-hardocre, che lasciano lo spazio alla maggiore presenza di breakdown con influenze beatdown stile Terror, Hatebreed, Death Before Dishonor.
Da One Life to Fight e soprattutto in Our Reality, ovvero dalla comparsa di una chitarra lead, si fanno spazio riff new-school/post-hardcore che aprono il sonorità ad armonizzazioni e soli.
In Live.Love.Burn.Die hanno cercato di creare un sincretismo tra quelli che sono stati gli stili di inizio anni '10 (Rising from a Burning Desease e Face the Truth) con quello delle ultime uscite (One Life to Fight e Our Reality) unendo parti più old-school e beatdown a parti ad armonizzazioni e soli.
In Holy Oath proseguono la linea stilistica di Live.Love.Burn.Die enfatizzando armonizzazioni su ritmiche gemellate e breakdown.

## Formazione

### Formazione attuale
- Pav - voce (1999-, accreditato come "Karma" fino al 2009, fino al sett. 2012 anche basso)
- Dave - batteria (2003-, accreditato come "Fog" fino al 2009), campioni (dal 2018), cori (dal 2004 al 2011)
- Divi - basso, cori (nov. 2011-, fino al giu. 2014 alla chitarra)
- Migue - chitarra, cori (giu. 2014-)
- Ciachi - chitarra, cori (set. 2020-)

### Ex componenti
- Marmo - chitarra, cori (2000-2020)
- B.J. - voce, chitarra (1999-2004, presente in "The Sky")
- Rocca - basso (2012-2014, presente in "One Life to Fight")
- Secco - batteria (2001-2003, presente in "The Sky")
- Master One - D.J., Campioni, cori (2002-2005, presente in "The Sky" e nelle bonus della ristampa di "Rising from a Burning Desease")
- Eng - batteria - chitarra, cori (1999 / 2000-2001, presente in "Mixer Compilation")
- Johnny Nazgûl - chitarra, cori (2004-2005, presente nelle bonus della ristampa di "Rising from a Burning Desease")
- Delfo - chitarra, cori (2000)
- Curly - batteria (1999-2000)
- Fly - batteria (1999)

## Discografia

### Album (Prime edizioni)
- The Sky (Registrato 2002 - Pubblicato 2003 Vacation House Records)[7]
- The Earth (Registrato 2008 - Pubblicato 2009 Vacation House Records)[7]
- Rising from a Burning Desease (Registrato 2010 - Pubblicato 2011 Black Shirts Records)[8]
- Face the Truth (Registrato 2011 - Pubblicato 2012 Black Shirts Records)[8]
- One Life to Fight (Registrato e Pubblicato 2013 Black Shirts Records)
- Our Reality (Registrato 2015 - Pubblicato 2016 Black Shirts Records)
- Live.Love.Burn.Die (Registrato e Pubblicato 2018 PC Records)[9] in formato Jewelcase e Digipack
- Holy Oath (Registrato e Pubblicato 2022 OPOS Records) [10]

### Singoli
- Dark Noises (25th Anniversary Edit) (Registrato e Pubblicato 2024 U-Boot37 Registrazioni) - solo in formato digitale
- Related Reactions (25th Anniversary Edit) (Registrato e Pubblicato 2024 U-Boot37 Registrazioni) - solo in formato digitale o presente in compilations
- Unnecessary Heroes (25th Anniversary Edit) (Registrato e Pubblicato 2024 U-Boot37 Registrazioni) - solo in formato digitale o presente in compilations
- One Life, One Chance (25th Anniversary Edit) (Registrato e Pubblicato 2025 U-Boot37 Registrazioni) - solo in formato digitale

### Album (Ristampe)
- Rising from a Burning Desease con 3 bonus tracks e nuova veste grafica (Ristampato 2018 Rebel Records)[11]
- Face the Truth con nuova veste grafica (Ristampato 2018 Rebel Records)
- One Life to Fight in formato Digipack (Ristampato 2018 Rebel Records)
- Our Reality in formato Digipack (Ristampato 2018 Rebel Records)
- Rising from a Burning Desease in 33 giri (Ristampato 2019 Black Shirts Records)[4] stampati in 3 colori (nero classico, giallo ottone, grigio marmo) + versioni litate di test pressing.

### Presenza in compilation
- Mixer compilation (2001 - Provincia autonoma di Bolzano)[12] con 3 pezzi (Green Arrows, Different Ways, Bro Hymn Tribute)
- Punikoff vol.1 (2017 - P.C. Records)[13] con 1 pezzo (Stick to my Beliefs)
- No More Fires! (2020 - Breathing the Core)[14] con 1 pezzo (Twenty and more Pains)
- Music for the Earth (2020 - Vault Lab)[15] con 1 pezzo (Take your Choice)
- Legendary Warriors (2024 - Nordic Sun Records)[16] con 1 pezzo (Unnecessary Heroes - 25th Anniversary Edit)

### Videoclip
- Paper Bullets (traccia di Face the Truth - StudioZEM - 2012)[17]
- Watch at my Face (traccia di Face the Truth - StudioZEM - 2012)[18]
- Stick to my Beliefs (traccia della compilation Punikoff vol.1 e Live.Love.Burn.Die - Massagrande/L'Ombra del Suono - 2018)[19][20]
- Keep the Flame Alive (traccia di Live.Love.Burn.Die - U-Boot37 - 2019)[21][22]
- Reborn (traccia di Live.Love.Burn.Die - U-Boot37/Castaldini - 2019)[23]
- I Will Never Fall (traccia di Holy Oath - U-Boot37/Castaldini - 2022)